# Gabriel Moreno (beisbolista)
Gabriel José Moreno (14 de febrero de 2000, Barquisimeto, Venezuela) es un jugador profesional de béisbol venezolano, que juega como cácher en Arizona Diamondbacks de la Major League Baseball (MLB). Anteriormente jugó en la MLB para los Toronto Blue Jays.En la Liga Venezolana de Béisbol Profesional, pertenece a los Cardenales de Lara.

## Carrera

### Toronto Blue Jays
Moreno firma con los Toronto Blue Jays como agente libre internacional el 3 de agosto de 2016. Moreno no jugó un partido en 2020 debido a la cancelación de la temporada de ligas menores debido a la pandemia de COVID-19. En marzo de 2022, Moreno participó en los entrenamientos de la primavera con los Blue Jays. Moreno se unió a los Blue Jays el 9 de junio, luego de una lesión sufrida por el receptor Danny Jansen.

### Arizona Diamondbacks
El 23 de diciembre de 2022, los Blue Jays cambiaron a Moreno y Lourdes Gurriel Jr. a los Arizona Diamondbacks a cambio de Daulton Varsho. El 7 de octubre de 2023, en el juego 1 de la NLDS contra Los Angeles Dodgers, Moreno bateó un jonrón de tres carreras contra el lanzador Clayton Kershaw. El 5 de noviembre, Moreno fue galardonado con el Guante de Oro para los receptores de la Liga Nacional.

### En Venezuela
Moreno pertenece a los Cardenales de Lara en la Liga Venezolana de Béisbol Profesional. La última temporada en la que participó fue en la 2020-2021, en la cual vio acción en 18 juegos y dejó registro de .373 de promedio al bate, 22 hits, 5 dobles, 1 jonrón y 11 carreras impulsadas.